# Martos (családnév)
A Martos régi magyar családnév. A Marton régi egyházi személynév rövidüléseként jött létre. Családnévként apanév.

## Híres Martos nevű személyek
- Martos Ferenc (1875–1938) író
- Martos Ferenc (1918–1989) bányamérnök, az MTA tagja
- Martos Flóra (1897–1938) vegyész, kommunista politikus
- Martos Győző (1949) válogatott labdarúgó, sportvezető
- Martos László (1930–1957) növényfiziológus, a biológia tudomány kandidátusa
- Martos Péter (1948–) ausztriai magyar újságíró
- Martos Sándor (1888–1957) közgazdasági író, bankigazgató
- Martos Viktor (1876–1953) elektromérnök, néprajzi gyűjtő, turista